# Палль, Ольга
Ольга Палль-Скартеццини (нем. Olga Pall-Scartezzini; род. 3 декабря 1947, Гёстлинг-ан-дер-Ибс) — австрийская горнолыжница, выступавшая в слаломе, гигантском слаломе и скоростном спуске. Представляла сборную Австрии по горнолыжному спорту во второй половине 1960-х годов, чемпионка зимних Олимпийских игр в Гренобле, чемпионка мира, победительница трёх этапов Кубка мира, обладательница малого Хрустального глобуса в скоростном спуске, двукратная чемпионка австрийского национального первенства.
Также известна как спортивный функционер, вице-президент Австрийской лыжной федерации в 1990—2002 годах.

## Биография
Ольга Палль родилась 3 декабря 1947 года в коммуне Гёстлинг-ан-дер-Ибс, Нижняя Австрия. Проходила подготовку в Инсбруке в одноимённом спортивном клубе TS Innsbruck, тренировалась вместе с младшей сестрой Лизи, которая тоже стала достаточно известной горнолыжницей.
Впервые заявила о себе в 1965 году, выиграв соревнования по скоростному спуску на склонах Мадонна-ди-Кампильо. Год спустя вошла в основной состав австрийской национальной сборной, дебютировала в Кубке мира, проводившемся начиная с 1976 года.
Наибольшего успеха в своей спортивной карьере добилась в 1968 году, когда удостоилась права защищать честь страны на зимних Олимпийских играх в Гренобле. Показала девятый результат в слаломе, заняла пятое место в гигантском слаломе, тогда как в программе скоростного спуска обошла всех своих соперниц и завоевала золотую олимпийскую медаль. Поскольку здесь одновременно разыгрывалось и мировое первенство, дополнительно стала чемпионкой мира в скоростном спуске. При этом в зачёте комбинации расположилась на четвёртой строке. За это выдающееся достижение по итогам сезона была признана лучшей спортсменкой Австрии.
Впоследствии оставалась действующей спортсменкой вплоть до 1970 года. Принимала участие в чемпионате мира в Валь-Гардене, но попасть здесь в число призёров не смогла. В течение своей спортивной карьере в общей сложности пять раз поднималась на подиум Кубка мира, в том числе три этапа выиграла (наивысшая позиция в общем зачёте всех дисциплин — восьмое место). Является, помимо всего прочего, двукратной чемпионкой Австрии по горнолыжному спорту.
После завершения карьеры спортсменки освоила профессию физиотерапевта, работала в австрийской сборной на Олимпийских играх 1980 года в Лейк-Плэсиде и 1984 года в Сараево. В период 1990—2002 годов занимала пост вице-президента Австрийской лыжной федерации, затем получила должность почётного президента этой структуры. Замужем за австрийским горнолыжником и спортивным функционером Эрнстом Скартеццини. В 1996 году награждена почётным знаком «За заслуги перед Австрийской Республикой».